# Ulica Wojciecha Halczyna w Krakowie
Ulica Wojciecha Halczyna – ulica w Krakowie, w dzielnicy VI Bronowice.
Łączy ulicę Lucjana Rydla z ulicą Bartosza Głowackiego. Jest jednojezdniowa.

## Historia
Została w obecnym kształcie wytyczona w latach sześćdziesiątych XIX wieku jako droga rokadowa łącząca rozmieszczone po terenie całego miasta fortyfikacje Twierdzy Kraków. Gdy fortyfikacje straciły na znaczeniu w latach trzydziestych XX wieku, droga wojskowa stała się ulicą miejską.
W 1933 roku otrzymała imię Wojciecha Halczyna, polskiego działacza ludowego i niepodległościowego.

## Zabudowa
Przy ulicy dominuje zabudowa jednorodzinna, stanowią ją głównie domy wybudowane w XX wieku oraz kilka budynków użyteczności publicznej.
- ul. Wojciecha Halczyna 19 – dom, 1933.

Opracowano na podstawie źródła: Gminnej ewidencji zabytków – Kraków.